# پترتسیک
پترتسیک (ارمنی: Պտրեցիկ)؛ بادارا (ترکی آذربایجانی: Badara) یک منطقهٔ مسکونی در جمهوری آرتساخ است که در استان آسکران واقع شده‌است. پترتسیک ۸۴۹ نفر جمعیت دارد و ۸۹۰ متر بالاتر از سطح دریا واقع شده‌است.